# Numeracja skryta
Numeracja skryta – sposób numeracji telefonicznej w układach wielocentralowych polegający na tym, że wskaźnik międzycentralowy jest integralną częścią numeru abonenta i jest przekazywany do centrali zawsze niezależnie od położenia abonenta inicjującego połączenie. Numeracja skryta jest stosowana powszechnie na poziomie lokalnej lub strefowej sieci telefonicznej oraz na poziomie numeracji krajowej w przypadku stosowania zamkniętego planu numeracji.
Zaletą numeracji skrytej jest to, że dzwoniący nie musi znać struktury sieci i wskaźników międzycentralowych (są one zawarte w numerze). Wadą numeracji skrytej jest to, że konieczne jest wybieranie większej liczby cyfr numeru telefonicznego w połączeniach lokalnych w obrębie jednej centrali lub jednej strefy numeracyjnej.
Przeciwieństwem numeracji skrytej jest numeracja jawna.